# James Rolfe
James D. Rolfe (Filadelfia, Pensilvania, 10 de julio de 1980) es un actor, comediante, cineasta, crítico cinematográfico, crítico de videojuegos, y personalidad de Internet, conocido por protagonizar la serie de televisión web Angry Video Game Nerd, una coproducción de Cinemassacre Productions de Rolfe, GameTrailers y ScrewAttack!. Sus otros proyectos incluyen reseñas de juegos de mesa clásicos y el ciclo Movie Reviews para la red Spike TV.
Rolfe empezó a filmar reseñas sobre videojuegos de Nintendo siendo niño en los años tardíos de la década de 1980 y los años tempranos de la década de 1990. Ha creado más de 270 filmes durante su carrera. Su carrera se emprendió plenamente en 2004 con el inicio de Angry Video Game Nerd. Dos años más tarde, Rolfe recibió atención mainstream cuando uno de sus vídeos se volvió viral después de que su amigo y colaborador Mike Matei le persuadió para publicarlos en Internet. En este periodo, filmó vídeos creados por su propia cuenta y la mayoría de estos han sido publicados en su sitio web, llamado Cinemassacre. También ha participado brevemente en música tocando la batería. De 2008 a 2009, el personaje de Rolfe atravesó por una contienda ficticia contra el personaje de Doug Walker, Nostalgia Critic.

## Primeros años
Rolfe nació en Filadelfia el 10 de julio de 1980, pasando su infancia en el sur de Nueva Jersey. Sus padres le compraron un grabador de audio como regalo de Navidad en algún momento en los años tempranos a mediados de la década de 1980. Más tarde, consiguió una cámara y tomó fotografías con sus amigos que representaban peleas para proyectos nuevos. Fue inspirado en The Legend of Zelda y Teenage Mutant Ninja Turtles para crear historias de aventura. Rolfe también ilustró algunos cómics, que actualizaba de manera mensual. Uno de tales cómics que ideó tuvo un argumento inspirado en el videojuego The Legend of Zelda: A Link to the Past.

## Carrera

### Filmación
Rolfe empezó a filmar películas en 1989 y continuó con este hobby hasta los primeros años de la década 1990. Utilizó Mario Paint para unos cuantos de sus primeros filmes. Finalmente tomó clases para animación dibujada a mano en una universidad. Sus películas tempranas no tuvieron guiones o ensayos. Sin embargo, una vez que empezó a escribir guiones, sus amigos colaboradores perdieron interés gradualmente debido a la presión de tratar de recordar sus diálogos, lo cual dejó inacabados muchos de los filmes de Rolfe. Entonces probo su mano con figuras de acción o marionetas. El argumento de su filme The Giant Movie Director (1994) involucraba a juguetes cobrando vida propia.
Desde sus primeros años adolescentes, Rolfe operó y organizó una atracción "casa encantada" anual de Halloween fuera del garaje de sus padres (el mismo garaje sería más tarde utilizado en construir un cementerio para su filme de comedia de terror The Deader, The Better y otra vez utilizado en su filme/serie piloto: Jersey Odysseys: Legend of the Blue Hole), utilizando una colección de varios accesorios y antigüedades que más tarde reutilizaría en múltiples ocasiones en sus otros filmes. En mayo de 1996, filmó A Night of Total Terror en su patio trasero, un filme de terror que ha llamado "el punto de inflexión de mi vida". En los años tardíos de la década 1990, Rolfe creó varios filmes como la película de terror de clase B The Head Incident, que concretó en 1999 pero no publicó hasta su décimo aniversario en 2009. También hizo Cinemaphobia en 2001, que muestra a un actor que sufre de sobrecarga de trabajo y ve alucinaciones de cámaras que le siguen. Se hicieron dos versiones del filme, una versión de diez minutos y una versión extendida de quince minutos. Rolfe ha declarado su preferencia por la versión más corta de diez minutos. En el mismo año, creó Kung Fu Werewolf from Outer Space, que es un filme principalmente silencioso excepto por la narración. También creó un filme de comedia con una hora de duración titulado Stoney, el cual es una parodia de la película Rocky,de 1976. Su octavo filme de 2001 fue It Came from Beyond the Toilet. En 2003, creó otro filme, Curse of the Cat Lover's Grave, el cual estuvo dividido en tres partes para definir tres diferente géneros de terror. Rolfe hizo un piloto de una serie web titulada Jersey Odysseys: Legend of the Blue Hole, el cual está basado en las leyendas urbanas del estado de Nueva Jersey. Este piloto se enfoca alrededor de la leyenda del Diablo de Jersey.
En 2007, Rolfe filmó The Deader the Better, un filme de estilo terror clásico de clase B que rinde homenaje a la película de terror Night of the Living Dead, de 1968. El filme fue proyectado en el evento Atlanta Horror Fest en octubre de 2007. El 5 de mayo de 2006, Rolfe publicó un vídeo musical que incluía metraje de un viaje que había hecho a Inglaterra y Escocia. La música utilizada en su trabajo era del sencillo "Heaven and Hell", de Black Sabbath. Rolfe también ha participado en 48 Hour Film Project entre 2004 a 2007. En el evento de 2007, fue el Ganador de Premio de la Audiencia por su filme Spaghetti Western. Sus otras entradas para el concurso fueron la trilogía de filmes titulados Death Suit (2004), Death Seen (2005) y Death Secret (2006).
En 2010, fue anunciado que Rolfe había sido seleccionado para participar en el remake de bajo presupuesto de la película clásica Plan 9 from Outer Space, titulado Plan 9, el cual fue estrenado a través de vídeo bajo demanda a partir del 16 de febrero de 2016, y recién publicado en formato físico en tiendas el 5 de enero de 2017.
Rolfe apareció en un cameo en un comercial programado para proyectarse durante el Super Bowl XLV, pero que no llegó a ser así debido a una protesta de la Iglesia católica. Los vídeos de Rolfe fueron presentados en el programa de radio sindicado a nivel nacional Opie and Anthony, donde fue entrevistado el 9 de enero de 2008. También hizo un cameo en el fan film Return of the Ghostbusters, de 2007.

### Angry Video Game Nerd

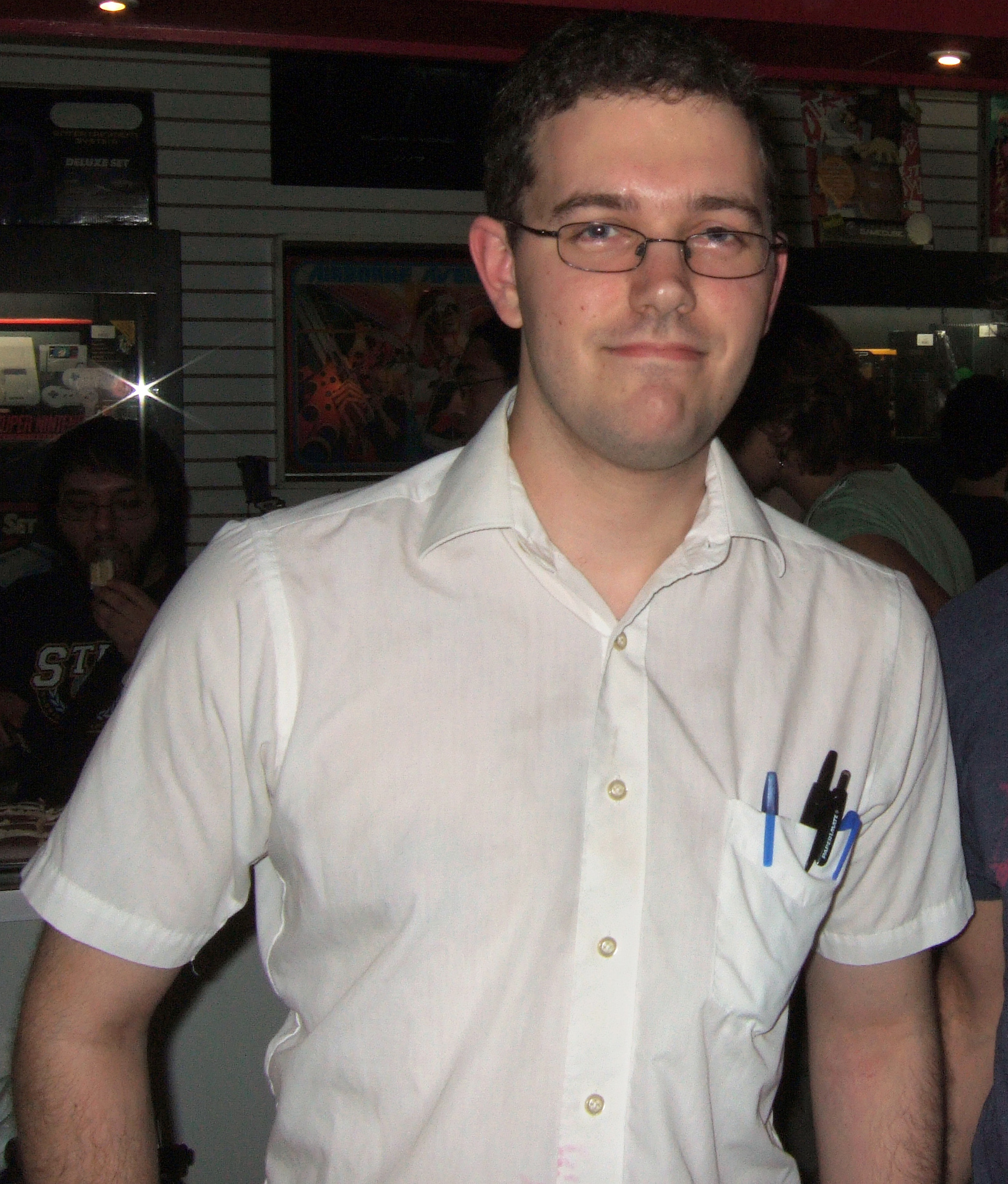
Rolfe encarnando a su emblemático personaje, Angry Video Game Nerd (AVGN)

La carrera de Rolfe no despegaría por completo sino hasta mayo de 2004, cuando filmó una reseña corta de cinco minutos de duración sobre el videojuego Castlevania II: Simon's Quest, de Nintendo Entertainment System (NES), bajo el nombre "Bad NES Games". Su personaje fue originalmente nombrado como "The Angry Nintendo Nerd", pero sería cambiado finalmente a "The Angry Video Game Nerd" para evitar inconvenientes por marca registrada y porque comenzó a reseñar videojuegos de otras plataformas (ej: Sega Mega Drive/Sega Genesis, Atari 2600, entre otras). Rolfe concibió la base de su personaje mientras estudiaba en la Universidad de las Artes de Filadelfia, donde asistió desde 1999 a 2004. Rolfe hizo entonces otro vídeo, el cual se suponía sería el último de la serie, sobre Dr. Jekyll and Mr. Hyde, porque era el videojuego que más odiaba. Su ingesta de cerveza durante la mayoría del vídeo estuvo hecha a propósito tan solo para decir "estos juegos son tan malos que estoy forzado a beber". Ambos de estos devendrían en rasgos genéricos de "El Nerd", los cuales reaparecerían en vídeos futuros. La elección de Rolling Rock fue coincidente, ya que ocurrió que era la única cerveza disponible que Rolfe tenía en su refrigerador, y esto finalmente devendría en un rasgo identificable de su personaje, a pesar de que en vídeos más recientes también ha incluido la cerveza Yuengling, licores fuertes y la no-alcohólica salsa picante. Originalmente sus vídeos se pretendían que fueran privados. Aun así, el amigo y colaborador de Rolfe, Mike Matei, le convenció de postear sus vídeos en un canal de YouTube llamado "JamesNintendoNerd" (ahora llamado Cinemassacre) el 6 de abril de 2006, el cual Matei creó y gestionó para él.
El 12 de septiembre de 2006, el personaje de Rolfe atraería la atención mainstream por primera vez cuando su reseña del videojuego Teenage Mutant Ninja Turtles se volvió viral en YouTube. Sus vídeos también fueron posteados en GameTrailers y ScrewAttack!, habiendo obtenido hasta 30 millones de vistas mensuales. En marzo de 2016 contaba con más de 2 millones de suscriptores. A fines de 2007, Rolfe detuvo la producción de la serie y canceló una aparición en MAGFest después de sufrir una lesión en sus cuerdas vocales. El 17 de marzo de 2010, anunció que estaba sufriendo el síndrome de burnout a raíz de estar consistentemente escribiendo, dirigiendo y protagonizando todos sus vídeos, y que la serie ingresaría en un breve hiato. Estaba planificado para regresar el mayo de 2010; aun así, un episodio fue estrenado el 30 de abril de ese año. Los episodios son estrenados el primer o segundo miércoles de cada mes, en contraposición a dos episodios por mes debido a los otros proyectos de Rolfe. Los episodios son posteados en YouTube cerca de un año después de su estreno original en GameTrailers. Rolfe anteriormente tenía afiliaciones con ScrewAttack! antes de marcharse en 2013. Actualmente tiene afiliaciones con Channel Awesome. Esto le permite a Rolfe ganar cantidades pequeñas de dinero de los usuarios que miran los vídeos.
El personaje de Rolfe obtuvo todavía más fama a través de una contienda ficticia contra Nostalgia Critic (interpretado por Doug Walker). Esto empezó con Nostalgia Critic lanzando un ataque satírico en un episodio temprano. La contienda tuvo lugar durante muchos episodios entre 2008 y 2009. Los dos personajes, y sus comediantes en la vida real, ahora son buenos amigos. Walker ha informado a sus espectadores sobre los proyectos de Rolfe, y Rolfe ha contribuido a algunos de los vídeos subsiguientes de Walker.
Durante un periodo, Rolfe centró sus esfuerzos en producir Angry Video Game Nerd: The Movie, el cual se enfoca alrededor de E.T. the Extra-Terrestrial, el videojuego para Atari 2600. La película es una colaboración entre Rolfe y Kevin Finn, enteramente financiada por donaciones de aficionados. El estreno de la película fue para coincidir con el 30.º aniversario de la crisis del videojuego de 1983. La película estuvo hecha en ambos, con el estilo de y como tributo al cine B, del cual Rolfe ha mostrado admiración anteriormente creando sus filmes y comentando sobre películas en general.
Rolfe hizo una aparición cameo como El Nerd en un vídeo musical parodia del sencillo "Piece of Me" de Britney Spears, titulado "Piece of Meat" en cinevore.com, y trabaja como crítico cinematográfico en Spike.com. Alrededor de inicios y mediados de enero de 2013, Rolfe interpretó un breve papel como reportero de noticias en un cortometraje independiente sobre Sonic the Hedgehog.

### Otras reseñas

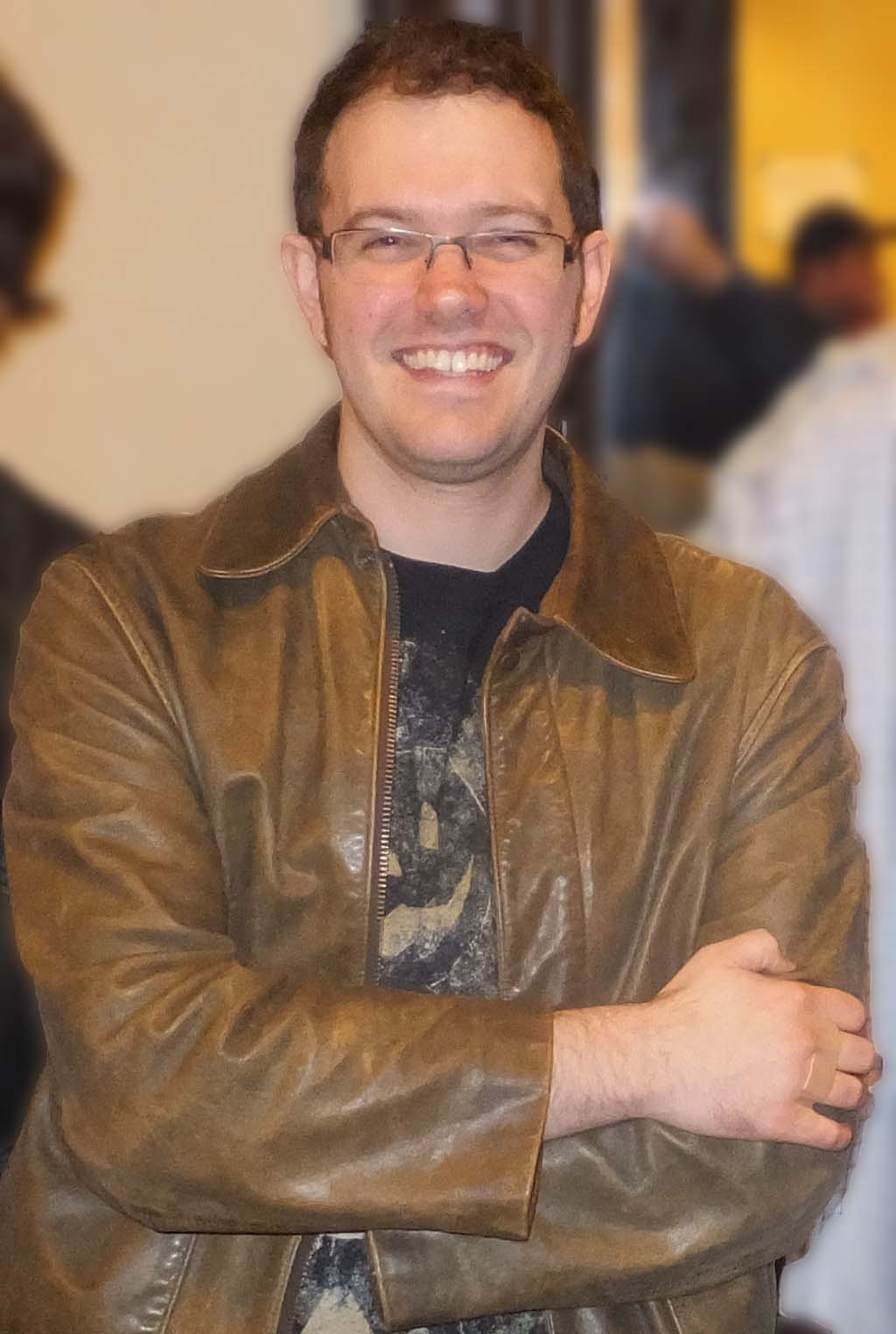
James Rolfe en la Chiller Theatre Expo de 2013.

Cinemassacre ha publicado una cantidad de otras reseñas que presentan a James y asociados como ellos mismos. Los temas incluyen videojuegos, periféricos de videojuegos como el VictorMaxx Stuntmaster headset, y películas. Una de las otras series de Rolfe es Board James, donde él y Mike Matei reseñan algún viejo juego de mesa en una manera humorística, a menudo con personajes recurrentes.
Rolfe estuvo involucrado en una serie de quince partes titulada OverAnalyzers, donde interpretó al director de una compañía ficticia que sobre-analizaba varias referencias de la cultura popular. La serie fue editada y producida por otro sitio web, llamado Cinevore. Apareció también como él mismo en dos documentales, His Name Was Jason, donde habla sobre su amor hacia el asesino -slasher Jason Voorhees y por la serie de películas de Viernes 13, pero mayoritariamente sobre el videojuego Friday the 13th, y Never Sleep Again: The Elm Street Legacy. Allí, al igual que en el documental His Name Was Jason, habla sobre Freddy Krueger, sobre la importancia del personaje como asesino slasher con personalidad, y mayoritariamente sobre el videojuego basado en el personaje.
Rolfe ha conducido Monster Madness, en donde reseña una película de terror por cada día durante octubre, desde 2007. Cada año, ha adoptado un tema diferente para Monster Madness. En 2007 fue la historia del género de terror. En 2008 fue Godzillathon, en donde reseñó todas las películas de Godzilla cronológicamente. En 2009 fue Monster Madness Three, que trató sobre una variedad de películas populares y poco conocidas de terror. En 2010 fue Camp Cult, el cual trató sobre películas campy de terror y también clásicas de culto, como Troll 2. En 2011 fue Sequel-A-Thon, el cual trató secuelas de terror. En 2012 fue 80's-a-Thon, el cual incluyó solamente películas de la década 1980. Mientras que los primeros cinco años de Monster Madness habían sido una reseña de películas por día durante la totalidad del mes de octubre, en 2012 la serie 80's-a-Thon estuvo reducida a un día intermedio de octubre debido a la producción de The Angry Video Game Nerd Movie. A pesar de la cantidad disminuida de reseñas de películas, las reseñas de películas en 80's-a-Thon fueron más extensas que las reseñas anteriores en Monster Madness. Con Sequel-A-Thon 2 en octubre de 2013, Monster Madness había regresado a una reseña por día. Sequel-A-Thon 2 trató sobre más secuelas de terror. El maratón 31 final de la serie Monster Madness se transmitió durante octubre de 2016. Rolfe expresó su deseo de moverse a otro proyectos temáticos y reseñas para Hallowen en el futuro, pero dijo que Monster Madness siempre se mantendrá con vida en alguna manera.
El 17 de mayo de 2016, James subió un vídeo al canal de Cinemassacre en Youtube en donde expresó con calma y detalle su descontento con el próximo reboot de Ghostbusters y cómo planeaba no asistir a ver esa película en las salas de cine o publicar reseña alguna sobre la misma. Rolfe declaró que el reboot de 2016 utiliza el reconocimiento del nombre establecido por la franquicia original, pero carece de una conexión apropiada a la historia o personajes originales. Comentó además que la franquicia "oficialmente terminó con la muerte de Harold Ramis". Después de que aquel vídeo fue subido, los comediantes Patton Oswalt y Dane Cook criticaron el razonamiento de Rolfe - este último llamándole un 'imbécil', mientras que David Sims, de The Atlantic, señaló la carencia de crítica por parte de Rolfe hacia el elenco de la película, y escribió que "bailó alrededor del sencillo hecho que ha separado a esta película aparentemente inocua aparte de sus semejantes blockbusters para este verano—que es una película sostenida por su género protagonizada por mujeres". Otros defendieron las declaraciones de Rolfe, insistiendo que el sexismo no tuvo nada que ver con su razonamiento y que muchos sostenían de modo parecido vistas negativas hacia la película, así como con la mayoría de otros remakes y reboots recientes.

## Vida personal

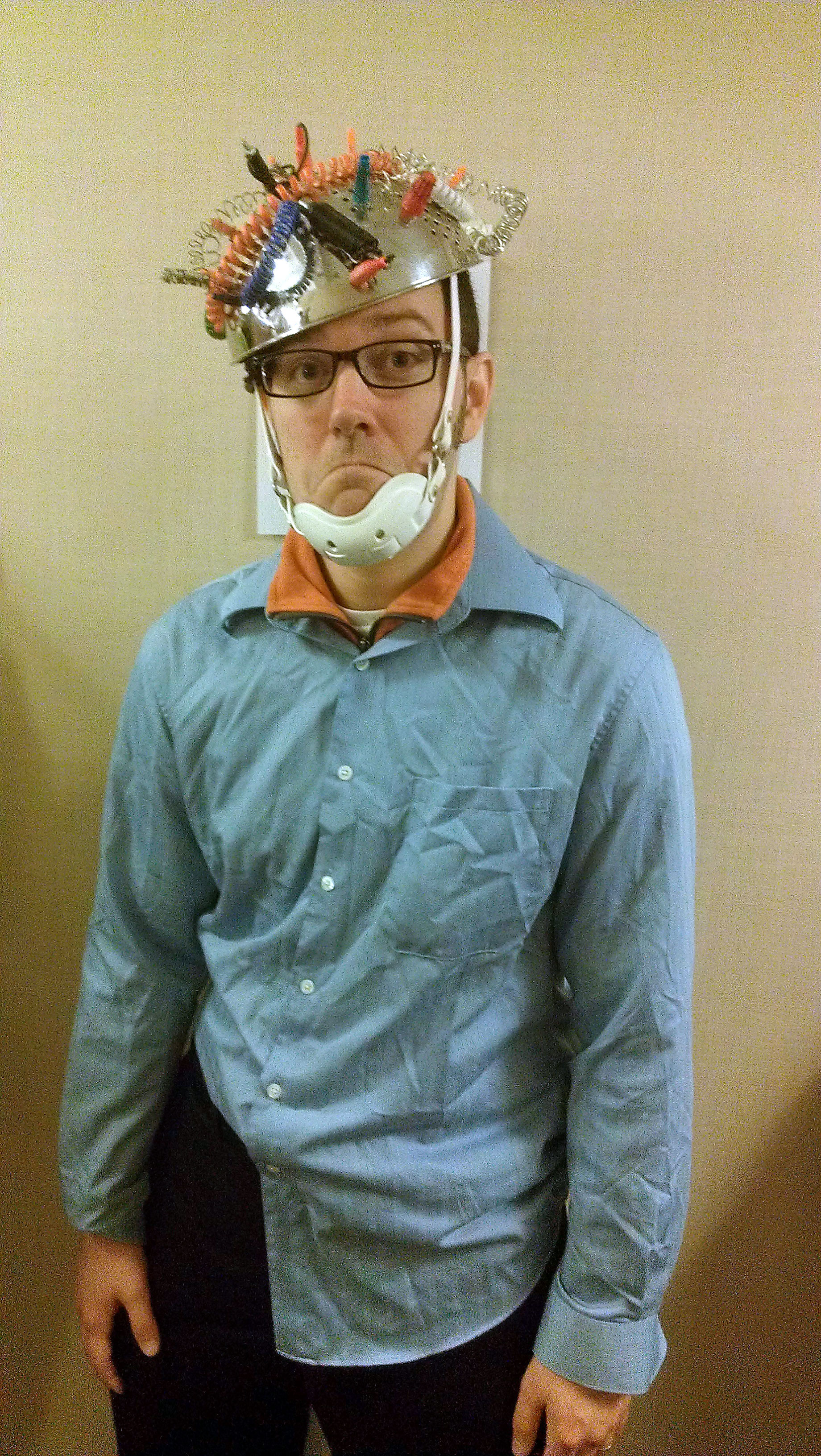
James Rolfe disfrazado como Louis Tully de Los cazafantasmas

Rolfe creció en Nueva Jersey. Tiene una hermana más joven llamada Gina (nacida en 1984). Se mudó a Filadelfia durante su vida como universitario. Continuó residiendo en Filadelfia después de la graduación. Brevemente se reubicó a Los Ángeles mientras filmaba Angry Video Game Nerd: The Movie (2014), regresando a Filadelfia al concluir la película.
Rolfe asistió a la Universidad de las Artes de Filadelfia desde 1999 hasta 2004. Más tarde en 2004 consiguió un trabajo editando vídeos de formación industrial, al cual renunció durante inicios de 2007.
En el invierno de 2004, Rolfe estuvo envuelto en un accidente automovilístico frontal con un tráiler que estaba desacoplado con su vehículo de apoyo. Según Rolfe, ningún daño físico ocurrió durante el accidente. Sus frases del incidente incluyen "giré el volante y esperé la muerte".
Rolfe conoció a April Rolfe (de apellido de soltera Chmura) en julio de 2004; ella era directora de fotografía para los primeros episodios de Angry Video Game Nerd. Empezaron un noviazgo poco después y se casaron en noviembre de 2007. Él anunció en el tráiler premiere para Angry Video Game Nerd: The Movie en noviembre de 2012 que estaban esperando su primer bebé. En abril de 2013, April Rolfe dio nacimiento a una niña. Rolfe no ha divulgado detalles sobre su hija excepto unas cuantas fotografías y expresar su agradecimiento ante el hecho de que su esposa consiguió superar las complicaciones pasadas resultando durante el parto.
El 19 de abril de 2017, Rolfe anunció en su cuenta de Twitter que él y su esposa April estaban esperando otra hija.
Rolfe tenía un gato llamado Boo que ocasionalmente aparecía en Angry Video Game Nerd. Boo murió de cáncer el 27 de abril de 2020.

## Filmografía

### Cine
| Año  | Título                                   | Rol                            | Notas |
| ---- | ---------------------------------------- | ------------------------------ | --- |
| 2001 | Stoney                                   | Entrevistador                  | Director Rol no acreditado Cortometraje                                                                            |
| 2002 | The Night Prowler                        | Narrador                       | Director de voz Cortometraje                                                                                       |
| 2002 | ROLFE: A No-Budget Dream                 | Él mismo                       | Documental Cortometraje                                                                                            |
| 2004 | Jersey Odysseys: Legend of the Blue Hole | Narrador Amigo de Jason        | Escritor, Director, Productor, Editor Rol no acreditado Cortometraje                                               |
| 2005 | The Deader the Better                    | Zombi                          | Escritor, Director, Productor, Editor, Fotografía Rol no acreditado Cortometraje                                   |
| 2005 | The Mexican Mummy                        | Narrador                       | Rol de voz Director Cortometraje                                                                                   |
| 2007 | Return of the Ghostbusters               | Angry Video Game Nerd          | |
| 2008 | Piece of Meat                            | Angry Video Game Nerd          | Efectos especiales Cortometraje (video musical)                                                                    |
| 2008 | Late Night with Ganondorf Dragmire       | Ganondorf/Shit Pickle/Él mismo | Rol de voz Cortometraje                                                                                            |
| 2009 | His Name Was Jason                       | Él mismo                       | Documental |
| 2009 | History of Super Mecha Death Christ      | Angry Video Game Nerd          | Escritor Editor Cortometraje                                                                                       |
| 2010 | Kickassia                                | Board James                    | |
| 2011 | Suburban Knights                         | Voz del Mundo Antiguo          | Voz |
| 2012 | To Boldly Flee                           | Gort                           | |
| 2013 | Sonic                                    | Comentador de noticiero        | Cortometraje |
| 2014 | Angry Video Game Nerd: The Movie         | Angry Video Game Nerd          | Actor, creador de serie, director, escritor, productor, escritor de canción principal, productor ejecutivo, editor |
| 2016 | Shooting Clerks                          | Leonard James Nash             | |

### Televisión / series web
| Año           | Título                                                                               | Rol                                                       | Notas |
| ------------- | ------------------------------------------------------------------------------------ | --------------------------------------------------------- | --- |
| 2004–presente | Angry Video Game Nerd                                                                | El Nerd, Board James, The Bullshit Man, varios personajes | Actor, creador, director, escritor, productor, compositor de canción principal, productor ejecutivo, editor 147 episodios |
| 2004; 2011    | Munky Cheez                                                                          | Varios                                                    | Voz 4 episodios |
| 2007–2016     | Cinemassacre's Monster Madnesss Archivado el 17 de marzo de 2019 en Wayback Machine. | Narrador/Anfitrión/Él mismo                               | Serie anual 234 episodios                                                                                                 |
| 2007-presente | You Know What's Bullshit? Archivado el 17 de marzo de 2019 en Wayback Machine.       | The Bullshit Man                                          | 34 episodios |
| 2008–presente | Nostalgia Critic                                                                     | El Nerd                                                   | Papel secundario/Cameo |
| 2009          | Atop the Fourth Wall                                                                 | El Nerd                                                   | 1 episodio |
| 2009–2015     | Board James Archivado el 10 de junio de 2013 en Wayback Machine.                     | Board James, El Nerd                                      | 27 episodios Hiatus |
| 2010–2011     | Spade                                                                                | Luther Jessup                                             | 4 episodios |
| 2011–2012     | OverAnalyzers                                                                        | Jim                                                       | 15 episodios |
| 2011–2014     | Pat the NES Punk                                                                     | El Nerd                                                   | 5 episodios |
| 2012–presente | James & Mike Mondays Archivado el 17 de marzo de 2019 en Wayback Machine.            | Él mismo                                                  | 106 episodios |
| 2015          | James & Doug Archivado el 19 de septiembre de 2018 en Wayback Machine.               | Él mismo                                                  | 6 episodios |
| 2016          | Commander Chet                                                                       | El ojo de papá                                            | 2 episodios |